# Оганесян, Эдгар Сергеевич
Эдга́р Серге́евич Оганеся́н (арм. Էդգար Սերգեյի Հովհաննիսյան; 14 января 1930, Эривань — 28 декабря 1998, Ереван) — армянский, советский композитор, педагог. Лауреат Государственной премии СССР (1979). Народный артист СССР (1986).

## Биография
В 1953 году окончил Ереванскую консерваторию по классу композиции (руководитель — Г. Е. Егиазарян), в 1957 — аспирантуру Московской консерватории (руководитель — А. И. Хачатурян).
В 1956—1973 годах — заместитель председателя правления Союза композиторов Армянской ССР.
В 1962—1968 годах — художественный руководитель и директор Армянского театра оперы и балета им. А. Спендиарова.
В 1970—1974 годах — художественный руководитель Государственного ансамблея армянской народной песни и пляски.
С 1976 года — художественный руководитель Ереванского объединения «Армконцерт».
В 1979—1985 годах — музыкальный руководитель Гостелерадио Армении, художественный руководитель Камерного хора Гостелерадио Армении.
В 1986—1991 годах — ректор Ереванской консерватории (профессор).
Член Союза кинематографистов Армянской ССР.
Депутат Верховного Совета Армянской ССР 6-7 созывов. Народный депутат СССР (1989—1991).
Скончался 28 декабря 1998 года (по другим источникам — 27 декабря) в Ереване. Похоронен на Тохмахском кладбище.

## Награды и звания
- Заслуженный деятель искусств Армянской ССР (1962)
- Народный артист Армянской ССР (1972)
- Народный артист СССР (1986)
- Государственная премия СССР (1979)
- Государственная премия Армянской ССР (1967)
- Орден «Знак Почёта»
- Медаль «За трудовое отличие» (1956)
- Премия имени А. Хачатуряна (1984)
- Лауреат Всемирного фестиваля молодежи и студентов (Москва, 1957)
- Почётный гражданин Титограда
- Почётный гражданин Еревана (1998).

## Музыкальные произведения
Балеты:
- «Мармар» (1957)
- «Голубой ноктюрн» (1964)
- «Вечный идол» (1966)
- «Антуни» (балет-оратория, 1969)
- «Давид Сасунский» (опера-балет, 1976)
- «Маскарад» (на музыку А. Хачатуряна, 1982)
- «Жанна д’Арк»
- «Суламифь».

Опера:
- «Путешествие в Арзрум» (по А. С. Пушкину, 1987)

Для хора и симфонического оркестра (кантаты):
- «Миру — мир!» (сл. А. Погосяна и В. Арамуни, 1950)
- «Страна родная» (сл. В. Арутюняна, 1960)
- «Эребуни» (на текст древней клинописи, 1968)
- «В армянских горах» (1969)
- «Памятник героям» (хореографическая, 1975)
- «Слава партии Ленина» (сл. В. Давтяна, 1977)
- «Григор Нарекаци» (оратория, 1995)

Для симфонического оркестра:
- Балетная сюита (1953)
- Симфонии (1958, 1983, 1984)
- Концерт-Барокко (1983)
- Симфоническая поэма «Голгофа» (1993)

Для камерного оркестра:
- Концерт (1968)
- Фортепианный квинтет (1955)

Струнные квартеты:
- I (1950)
- II (1958)
- III (1964)
- IV (1981)

Для виолончели и фортепияно:
- Ноктюрн (1947)
- Соната-эпитафия (1975)
- Рондо-соната (1977)

Для виолончели соло:
- Соната (1969)

Для хора с оркестром:
- «Коммунистической партии» (1952)
- «Витоша-Арарат» (1967)
- «Ереван-Эребуни» (1968)
- «Сардарапат» (1968)
- «Арпа-Севан» (1969)

Для хора а cappella:
- Поэма «Два берега» (сл. Г. Эмина, 1952)
- Поэма «Упокой» (1969)

Для саксофона и джаз-оркестра:
- Концерт в форме вариаций (1965)

Песни:
на слова О. Туманяна, А. Исаакяна, С. Капутикян, П. Севака, В. Давтяна, Ю. Саакяна, Г. Сарьяна и других.
Другое:
- фортепианные, скрипичные и виолончельные пьесы, романсы, обработки армянских народных песен и танцев, музыка к драматическим спектаклям.

Музыка к фильмам:
- 1956 — «Из-за чести»
- 1960 — «Северная радуга»
- 1960 — «Ловцы губок»
- 1960 — «Рождённые жить»
- 1961 — «Дорога»
- 1961 — «Ночной пассажир» (короткометражный)
- 1965 — «Чрезвычайное поручение»
- 1966 — «Автомобиль Авдо» в киноальманахе «Люди нашего города»
- 1968 — «Жил человек»
- 1969 — «Взрыв после полуночи»
- 1970 — «Выстрел на границе»
- 1972 — «Армянские фрески»
- 1973 — «Последний подвиг Камо»
- 1978 — «Звезда надежды»
- 1993 — «Катастрофа» (совм. с Ю. Арутюняном).